# 7. Flieger-Division
La 7. Flieger-Division (7ª divisione aerea) fu una formazione di paracadutisti (Fallschirmjäger) tedesca della seconda guerra mondiale creata nel 1938. Combatté nell'operazione Weserübung, nella campagna di Francia (nei Paesi Bassi), nell'invasione della Grecia (compresa la battaglia di Creta) e al fronte orientale. Nel maggio 1943 venne ridesignata 1. Fallschirmjäger-Division.
Alcuni suoi membri degni di nota furono Harald Quandt, figliastro del ministro della propaganda Joseph Goebbels; Hermann-Bernhard Ramcke, detentore della Croce di Cavaliere con fronde di quercia, spade e diamanti; Max Schmeling, campione mondiale della categoria pesi massimi dal 1930 al 1932; Alfred Schwarzmann, medaglia d'oro olimpica nella specialità della ginnastica.

## Storia

### Primi impieghi
La 7. Flieger-Division nacque nel 1938 per racchiudere e comandare tutte le unità di paracadutisti della Luftwaffe, l'aviazione militare della Germania nazista, e venne giudicata pronta al combattimento il 1º settembre dello stesso anno, giusto in tempo per partecipare alla pianificata operazione Grün (l'invasione della Cecoslovacchia) che però non venne mai attuata in seguito alla conferenza di Monaco. Alcuni reparti della divisione combatterono invece nella campagna di Polonia del settembre 1939, ma in qualità di fanteria motorizzata.

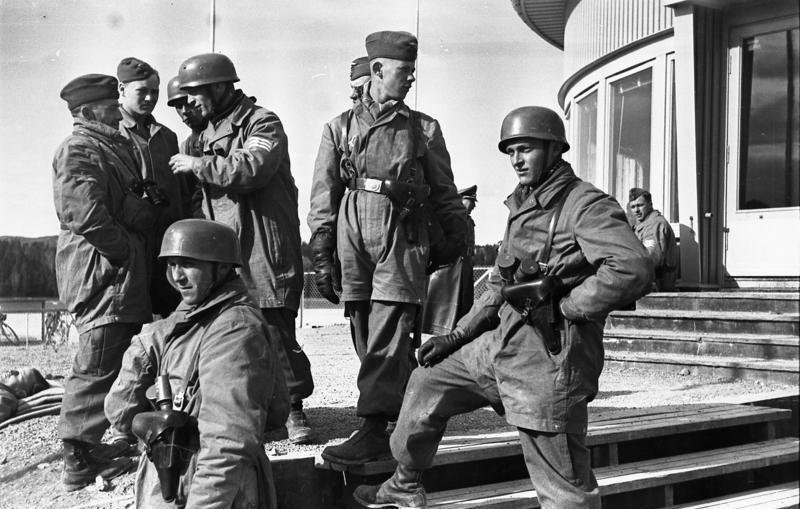
Paracadutisti del 1º reggimento paracadutisti, 7. Flieger-Division, fotografati all'aeroporto di Fornebu, vicino a Oslo, nell'aprile 1940

Il primo impiego da unità paracadutata arrivò nell'aprile 1940 con l'operazione Weserübung, l'invasione della Danimarca e della Norvegia, quando i soldati vennero usati per catturare aeroporti chiave come quello di Sola; un'azione degna di nota si verificò il 14 aprile quando 185 uomini agli ordini del tenente Herbert Schmidt si lanciarono su Dombås bloccando le vie di comunicazione tra Oslo e Trondheim fino a quando non vennero costretti alla resa, dopo cinque giorni di scontri, dall'esercito norvegese. Altri elementi della 7. Flieger-Division vennero aviolanciati a maggio su Narvik per supportare le unità da montagna tedesche lì impegnate.
Gran parte della divisione ebbe modo di partecipare all'invasione dei Paesi Bassi, impegnandosi principalmente nella cattura di tre ponti chiave (Schachter, Veldwezelt e Vroenhoeven) e nella presa del forte Eben-Emael; a L'Aia tuttavia la divisione non ebbe successo e molti paracadutisti caddero prigionieri. In questo periodo tra l'altro il generale Kurt Student, comandante della 7. Flieger-Division, venne ferito alla testa per errore da un soldato della Leibstandarte. Terminate le operazioni belliche, nell'estate 1940 i paracadutisti si prepararono per l'invasione del Regno Unito, l'operazione Seelöwe, che però venne abortita in ottobre.

### La campagna di Grecia e il cambio di nome

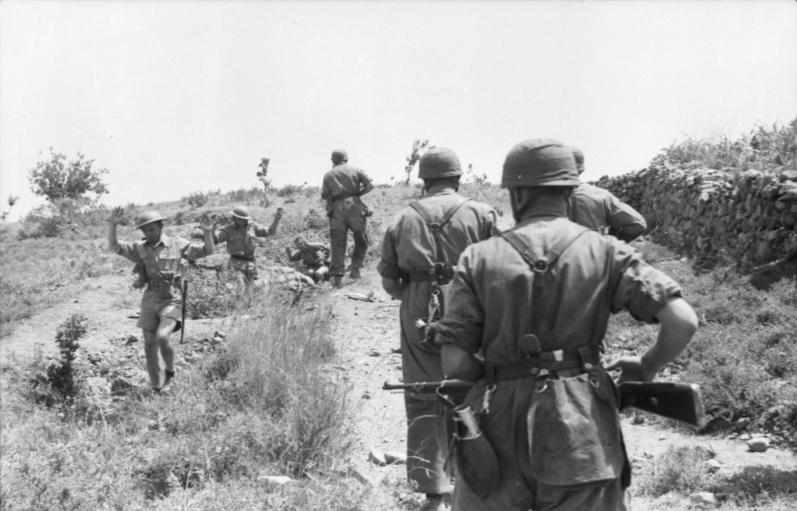
Maggio 1941: paracadutisti tedeschi catturano soldati britannici a Creta

Nell'aprile 1941 il secondo reggimento figurò tra i reparti attivi nell'operazione Marita, l'invasione della Grecia, dato che effettuò un assalto dall'aria risultato utile per la cattura di un ponte vicino a Corinto.
Momento cruciale dell'attività della 7. Flieger-Division fu la battaglia di Creta, durata dal 20 maggio al 1º giugno 1941. L'invasione prevedeva quattro lanci simultanei su Maléme, Suda, Retimo e Candia: nella prima città sarebbero dovuti atterrare 1.860 soldati (cinque compagnie e tre battaglioni, rinforzati da altre due compagnie il 21 maggio), nella seconda 2.460 (centro comando, 4 compagnie, il 3º reggimento e un battaglione del genio), nella terza 1.380 (quattro compagnie, il centro comando del battaglione mitragliatori e il 2º reggimento, privato di due compagnie destinate a Maléme) e nella quarta 2.360 (il 1º reggimento più una compagnia). I combattimenti nell'isola, terminati con una vittoria tedesca, furono deleteri per la divisione, che ebbe perdite elevate così come l'intero XI corpo aereo di cui faceva parte, che contò 3.352 morti o dispersi e 3.400 feriti su una forza totale di 22.000 uomini. L'entità delle perdite fece sì che quello su Creta fu l'ultimo grande assalto aviotrasportato condotto dai paracadutisti tedeschi durante la seconda guerra mondiale. A questo periodo risale una credenza popolare dei cittadini di Candia circa un fantasma che si aggira tuttora nei dintorni della loro città: sebbene essi attribuiscano la presenza soprannaturale ad un ufficiale britannico, durante la battaglia di Creta un plotone della 7. Flieger-Division, guidato da Wolfgang Graf von Blücher, venne circondato appunto nelle vicinanze di Candia da soldati del cosiddetto "Black Watch" (3º battaglione del Royal Regiment of Scotland) che causarono parecchi feriti al plotone tedesco, peraltro carente di munizioni; Leberecht Graf von Blücher, fratello di Wolfgang, tentò di rompere l'accerchiamento per portare rifornimenti ai suoi commilitoni, ma venne ucciso, seguito il giorno dopo dal fratello. Anche l'ultimo dei tre fratelli, Hans-Joachim Graf von Blücher, trovò la morte a Creta, ma il corpo non venne mai ritrovato.
Terminata la dura prova di Creta, la divisione venne rifornita con nuove reclute prima di essere inviata, nel settembre 1941, nel settore di Leningrado dove rimase fino a dicembre, mese in cui fece ritorno in Germania. Il 2. Fallschirmjäger-Regiment (2º reggimento paracadutisti) rimase però al fronte orientale fino al giugno 1942, quindi anch'esso tornò in patria, distaccato però dalla 7. Flieger-Division per formare la futura 2. Fallschirmjäger-Division. La 7. Flieger-Division tornò di nuovo ad est nell'ottobre 1942, e lì rimase fino al maggio 1943, cioè quando venne spostata in Francia dove cambiò nome in 1. Fallschirmjäger-Division.

## Crimini di guerra

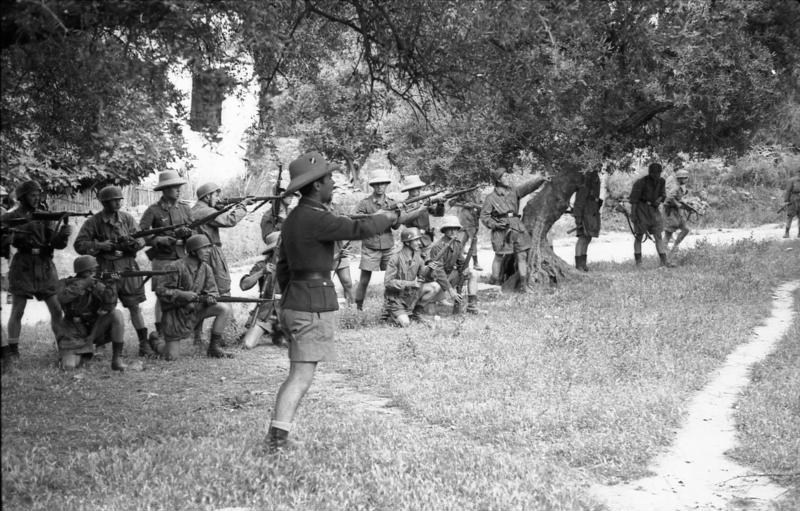
Paracadutisti tedeschi pronti a far fuoco contro dei civili a Kondomari, 2 giugno 1941. Il soldato in primo piano è il tenente Horst Trebes, capo del distaccamento tedesco.

Kurt Student, durante la battaglia di Creta, ordinò la morte di più di 100 civili in risposta ad attacchi e mutilazioni eseguite ai danni di paracadutisti tedeschi rimasti impigliati negli alberi durante la fase di atterraggio. Student venne incriminato per la sua decisione da un tribunale britannico nel 1946, ma successivamente gli venne annullata la pena.
Nel villaggio di Kondomari si stima siano stati giustiziati il 2 giugno 1941, da parte di un gruppo di paracadutisti guidati dal tenente Horst Trebes (poi caduto in Normandia nel 1944), 60 uomini come rappresaglia ad un attacco condotto da civili cretesi. Alla scena era presente anche il corrispondente di guerra Franz-Peter Weixler che fotografò il tutto, motivo per cui, assieme all'accusa di aver aiutato civili a fuggire, trascorse vari anni in prigione durante la seconda guerra mondiale.
Un altro villaggio, quello di Kandanos, venne raso al suolo il 3 giugno come vendetta per un attacco subito da una pattuglia di paracadutisti. Il giorno dopo nell'ormai ex villaggio i tedeschi appesero un cartello che così recitava: "In rappresaglia per il bestiale assassinio di un plotone di paracadutisti e di mezzo plotone di genieri condotto da uomini e donne tramite un'imboscata, Kandanos è stato distrutto.".

## Ordine di battaglia
- 1º Reggimento paracadutisti
- 2º Reggimento paracadutisti
- 3º Reggimento paracadutisti (formato nel 1940)
- 7º Gruppo artiglieria paracadutisti
- 7º Gruppo controcarri paracadutisti
- 7º Gruppo contraerei paracadutisti (formato dopo il 1940)
- 7º Battaglione mitraglieri paracadutisti (formato dopo il 1940)
- 7º Battaglione genio paracadutisti (formato dopo il 1940)

DATI TRATTI DA Mitcham 2007

## Comandanti
| Nome             | Grado                        | Inizio           | Fine            | Note |
| Kurt Student     | Generaloberst                | 9 settembre 1938 | 14 maggio 1940  | Ferito alla testa il 14 maggio 1940 da un proiettile vagante sparato da una SS della Leibstandarte, a Rotterdam, durante i negoziati per la resa degli olandesi |
| Richard Putzier  | Generalleutnant              | 14 maggio 1940   | 21 gennaio 1941 | |
| Wilhelm Süssmann | Generalleutnant              | 21 gennaio 1941  | 20 maggio 1941  | Deceduto il 20 maggio 1941 nell'isola di Egina in seguito alla rottura della ali del DFS 230 su cui viaggiava in direzione di Creta                             |
| Alfred Sturm     | Generalleutnant              | 20 maggio 1941   | 30 maggio 1941  | |
| Erich Petersen   | General der Flieger          | 1º giugno 1941   | 1º agosto 1942  | |
| Richard Heidrich | General der Fallschirmtruppe | 1º agosto 1942   | 1º maggio 1943  | |

Dati tratti da:

## Giochi da tavolo
Nel 2001 è uscito in vendita il gioco da tavolo della The Gamers chiamato "Fallschirmjäger: The Airborne Assault on Fortress Holland", disegnato da Alan Wambold e Dean Essig e basato sugli avvenimenti nei Paesi Bassi del maggio 1940.